# 环己基溴
环己基溴是一种有机溴化合物，化学式 C6H11Br。

## 制备
环己基溴可以由环己醇和氢溴酸反应而成。

## 性质
环己基溴是带有特殊气味的淡黄色液体，不溶于水。

## 用处
环己基溴可用于合成其它化合物。

## 危害
环己基溴会和空气形成爆炸性混合物（闪点 63 °C）。